# Ekspedycja 49
Ekspedycja 49 – stała załoga Międzynarodowej Stacji Kosmicznej, która sprawowała swoją misję od 6 września do 30 października 2016 roku. Ekspedycja 49 rozpoczęła się wraz z odłączeniem od stacji statku Sojuz TMA-20M i trwała do odcumowania od ISS statku Sojuz MS-01.

## Załoga
W skład załogi Ekspedycji 49 weszło 6 astronautów z trzech państw i agencji kosmicznych. Dowódcą ekspedycji był Rosjanin  Anatolij Iwaniszyn, dla którego był to drugi lot w kosmos. Wcześniej odbył on lot na pokładzie Sojuza TMA-22 oraz był członkiem 29. i 30. stałej załogi ISS. Iwaniszyn przybył na stację na pokładzie Sojuza MS-01 razem z Amerykanką Kathleen Rubins i Japończykiem Takuyamą Onishim, dla których był to pierwszy lot w kosmos. Cała trójka przybyła na ISS 9 lipca 2016 roku i weszła w skład Ekspedycji 48. Gdy 6 września 2016 roku Sojuz TMA-20M odłączył się od stacji, zostali oni członkami Ekspedycji 49 i do 21 października 2016 roku znajdowali się na ISS jedynie w trójkę.
Wraz z przybyciem na stację Sojuza MS-02 skład załogi zwiększył się do 6 osób. Dla Amerykanina Roberta Kimbrough'a był to drugi lot w kosmos, gdyż wcześniej uczestniczył w misji STS-126 wahadłowca Endeavour. Rosjanin Andriej Borisienko również po raz drugi znajdował się w kosmosie. Wcześniej uczestniczył on w misji Sojuz TMA-21 oraz w Ekspedycji 27 i jako dowódca w 28. stałej załodze ISS. Z kolei dla Siergieja Ryżykowa był to pierwszy lot w kosmos.

### Załoga rezerwowa
Załogę rezerwową stanowiły odpowiednie załogi rezerwowe Sojuza MS-01 i MS-02. Jako dublerzy pierwszej trójki załogi mianowani zostali:
- Oleg Nowicki, Roskosmos – wcześniej odbył jeden lot kosmiczny[8],
- Thomas Pesquet, ESA – wcześniej nie odbył żadnego lotu kosmicznego[9],
- Peggy Whitson, NASA – wcześniej odbyła dwa loty kosmiczne[10].

Powyższa trójka astronautów stanowiła jednocześnie podstawowy skład załogi Sojuza MS-03 oraz Ekspedycji 50 i 51.
Rezerwową załogę drugiej trójki Ekspedycji 49 stanowili:
- Aleksandr Misurkin, Roskosmos – wcześniej odbył jeden lot kosmiczny[15],
- Nikołaj Tichonow, Roskosmos – wcześniej nie odbył żadnego lotu kosmicznego[16],
- Mark Vande Hei, NASA – wcześniej nie odbył żadnego lotu kosmicznego[17].

Powyższa trójka astronautów stanowiła jednocześnie podstawowy skład załogi Sojuza MS-04 oraz Ekspedycji 51 i 52.

### Skład załogi
| Funkcja              | Pierwsza część (06-25.09.2016)                | Druga część (25.09-30.10.2016)                | Pojazd kosmiczny, port dokujący | Start, dokowanie do ISS                                        | odłączenie od ISS, lądowanie                                   | Czas misji na ISS     | Uwagi                                                                                                  |
| -------------------- | --------------------------------------------- | --------------------------------------------- | ------------------------------- | -------------------------------------------------------------- | -------------------------------------------------------------- | --------------------- | --- |
| Dowódca              | Anatolij Iwaniszyn, Roskosmos 2. lot w kosmos | Anatolij Iwaniszyn, Roskosmos 2. lot w kosmos | Sojuz MS-01, Rasswiet           | 7 lipca 2016 01:36 UTC, 9 lipca 2016 04:06 UTC                 | 30 października 2016 00:35 UTC, 30 października 2016 03:59 UTC | 53 d 2 h 42 min 29 s  | Od 9 lipca do 6 września 2016 w składzie Ekspedycji 48. Łączny czas spędzony na ISS: 112 d 20 h 29 min |
| Inżynier pokładowy 1 | Kathleen Rubins, NASA 1. lot w kosmos         | Kathleen Rubins, NASA 1. lot w kosmos         | Sojuz MS-01, Rasswiet           | 7 lipca 2016 01:36 UTC, 9 lipca 2016 04:06 UTC                 | 30 października 2016 00:35 UTC, 30 października 2016 03:59 UTC | 53 d 2 h 42 min 29 s  | Od 9 lipca do 6 września 2016 w składzie Ekspedycji 48. Łączny czas spędzony na ISS: 112 d 20 h 29 min |
| Inżynier pokładowy 2 | Takuya Onishi, JAXA 1. lot w kosmos           | Takuya Onishi, JAXA 1. lot w kosmos           | Sojuz MS-01, Rasswiet           | 7 lipca 2016 01:36 UTC, 9 lipca 2016 04:06 UTC                 | 30 października 2016 00:35 UTC, 30 października 2016 03:59 UTC | 53 d 2 h 42 min 29 s  | Od 9 lipca do 6 września 2016 w składzie Ekspedycji 48. Łączny czas spędzony na ISS: 112 d 20 h 29 min |
| Inżynier pokładowy 3 |                                               | Robert Shane Kimbrough, NASA 2. lot w kosmos  | Sojuz MS-02, Poisk              | 19 października 2016 08:05 UTC, 21 października 2016 09:52 UTC | 10 kwietnia 2017 07:57 UTC, 10 kwietnia 2017 11:21 UTC         | 10 d 14 h 42 min 33 s | Od 30 października 2016 w składzie Ekspedycji 50.                                                      |
| Inżynier pokładowy 4 |                                               | Andriej Borisienko, Roskosmos 2. lot w kosmos | Sojuz MS-02, Poisk              | 19 października 2016 08:05 UTC, 21 października 2016 09:52 UTC | 10 kwietnia 2017 07:57 UTC, 10 kwietnia 2017 11:21 UTC         | 10 d 14 h 42 min 33 s | Od 30 października 2016 w składzie Ekspedycji 50.                                                      |
| Inżynier pokładowy 5 |                                               | Siergiej Ryżykow, Roskosmos 1. lot w kosmos   | Sojuz MS-02, Poisk              | 19 października 2016 08:05 UTC, 21 października 2016 09:52 UTC | 10 kwietnia 2017 07:57 UTC, 10 kwietnia 2017 11:21 UTC         | 10 d 14 h 42 min 33 s | Od 30 października 2016 w składzie Ekspedycji 50.                                                      |

## Aktywność na stacji

### Obserwacja huraganu Matthew

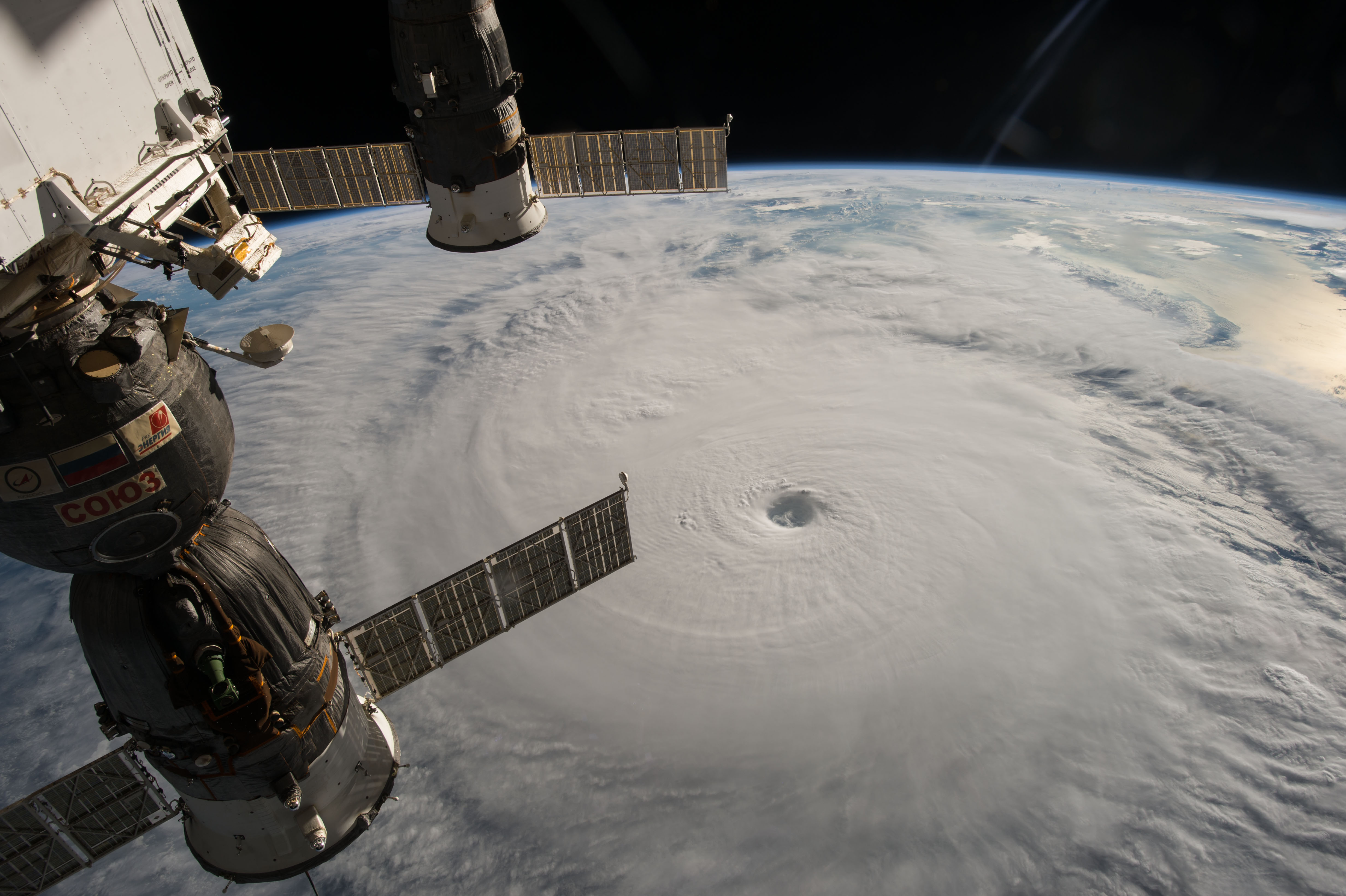
Huragan Matthew widziany z pokładu ISS

3 października 2016 roku załoga umieściła w module Cupola kamerę rejestrującą zdjęcia huraganu Matthew, który był wtedy oceniany jako cyklon czwartej kategorii w skali Saffira-Simpsona. Metodą pseudo-stereoskopową określano wysokość górnych części chmur w pobliżu oka huraganu przy precyzyjnym śledzeniu ich pozycji na Ziemi oraz zmiany ich położenia względem obserwatora, czyli stacji ISS. Wykonane zdjęcia mają zademonstrować, że pseudo-stereoskopia może zostać wykorzystana do mierzenia wysokości chmur z dużą precyzją, a w połączeniu z innymi metodami, może posłużyć do dokładnego określania intensywności cyklonów.

### Misja zaopatrzeniowa statku Cygnus

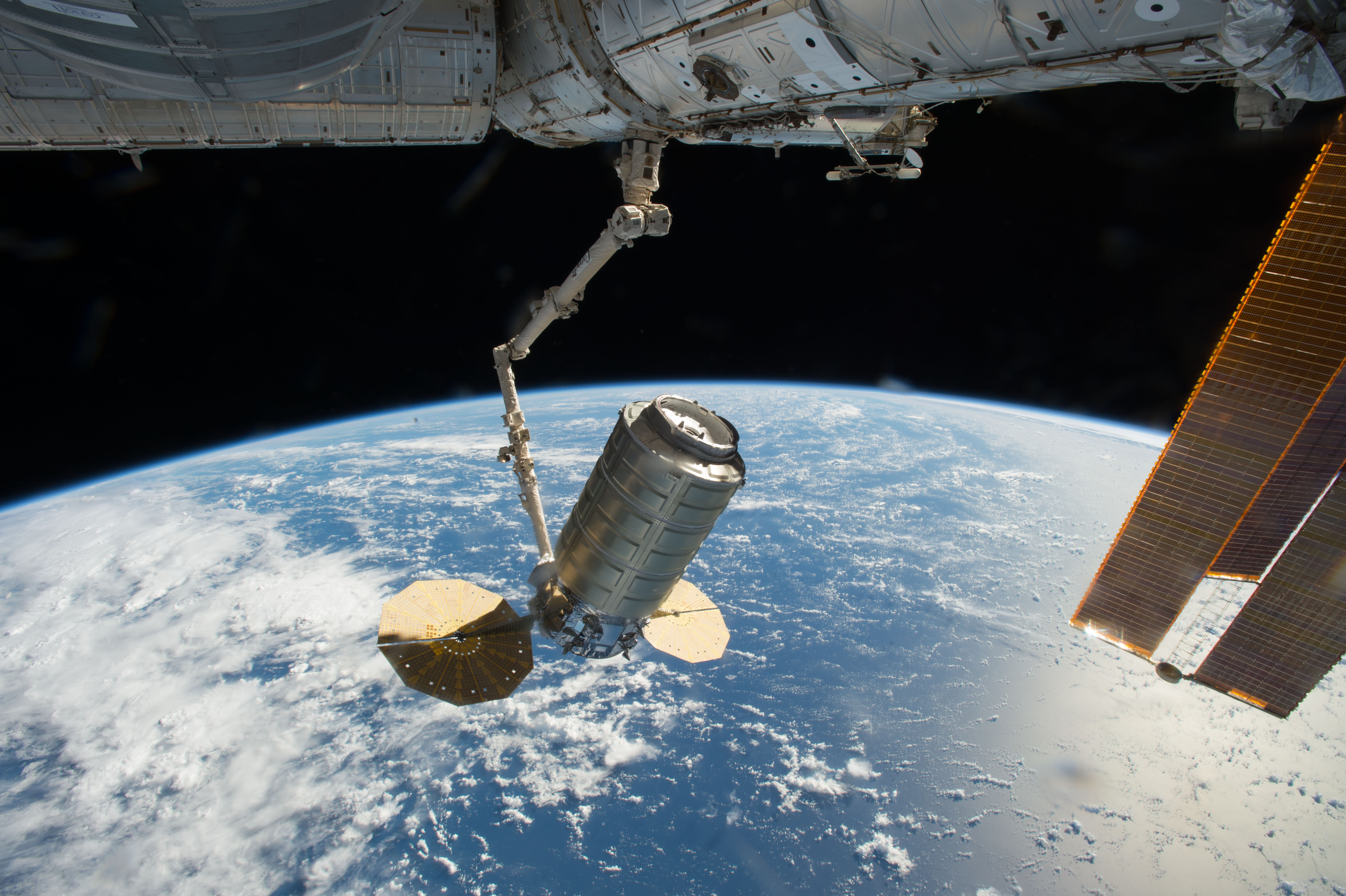
Cygnus przyciągany do portu cumowniczego przez Canadarm2

23 października 2016 w pobliże stacji dotarł statek transportowy Cygnus w ramach misji CRS OA-5, która rozpoczęła się 17 października. Pojazd zaopatrzeniowy został uchwycony sterowanym z modułu Cupola manipulatorem Canadarm2 o 11:28 UTC. Następnie załoga przeprowadziła wizualną inspekcję mechanizmu dokowania CBM i przyciągnęła statek do portu cumowniczego w module Unity, gdzie Cygnus zadokował o 14:53 UTC.
Cygnus CRS OA-5 dostarczył na ISS 2209 kg zaopatrzenia, w tym:
- 585 kg zaopatrzenia dla załogi,
- 1023 kg sprzętu potrzebnego do sprawnego funkcjonowania stacji,
- 498 kg materiału do badań i eksperymentów,
- 56 kg urządzeń elektronicznych,
- 5 kg przedmiotów potrzebnych do spacerów kosmicznych,
- 42 kg sprzętu dla rosyjskiego segmentu stacji.

## Galeria

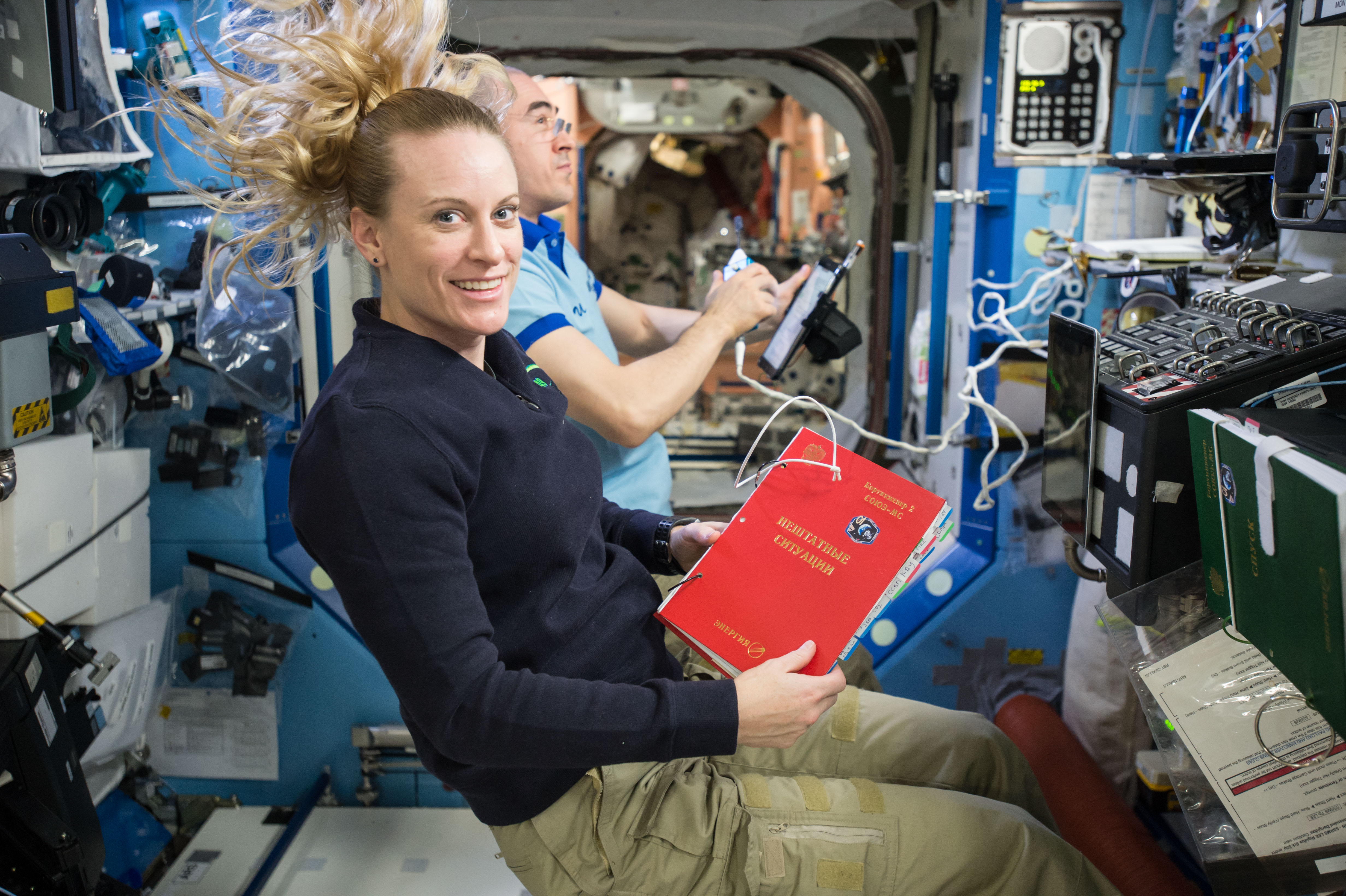
Kathleen Rubins i Anatolij Iwaniszyn podczas ćwiczeń sytuacji awaryjnej w module Destiny
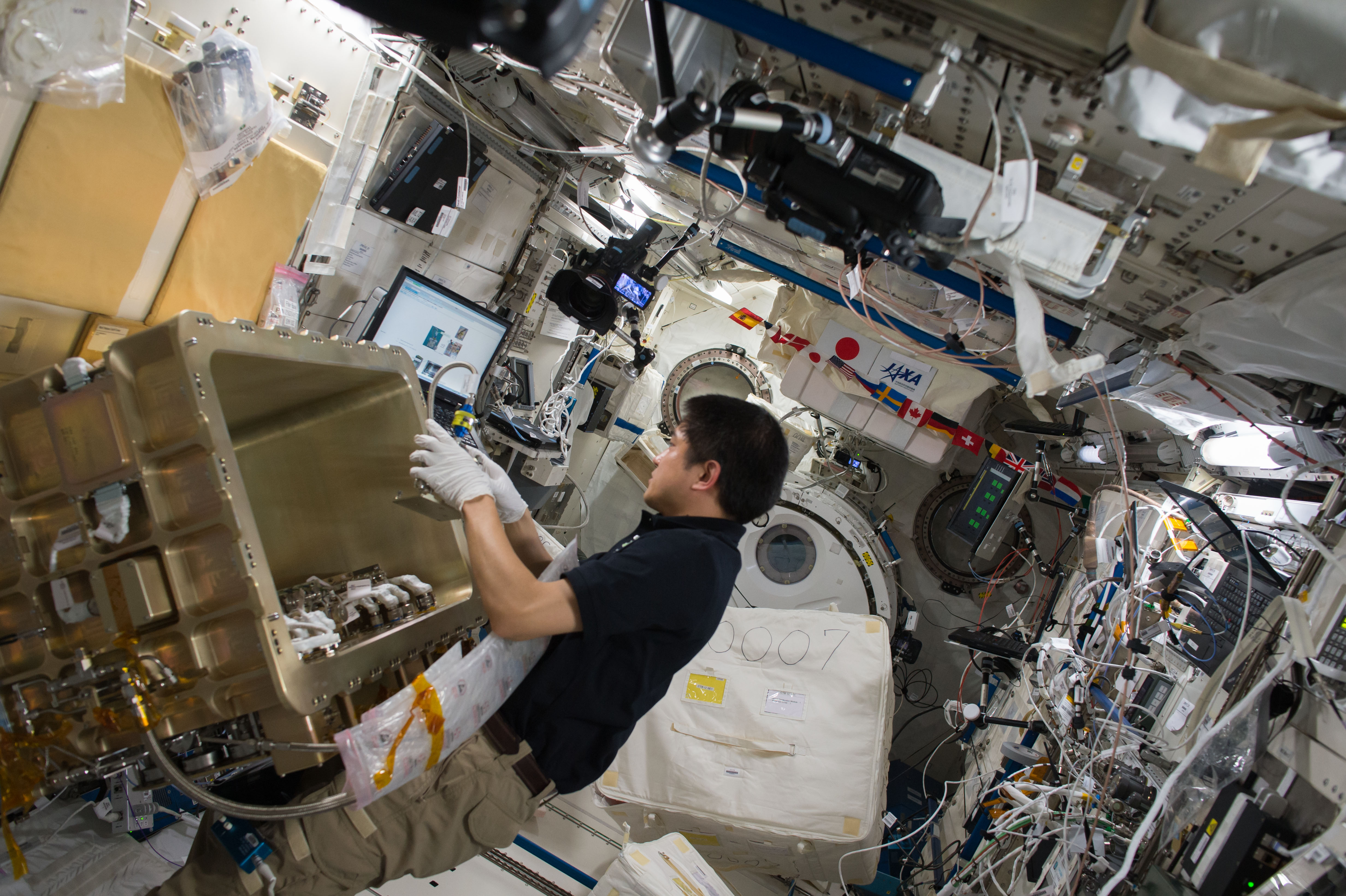
Takuya Onishi podczas pracy w module Columbus
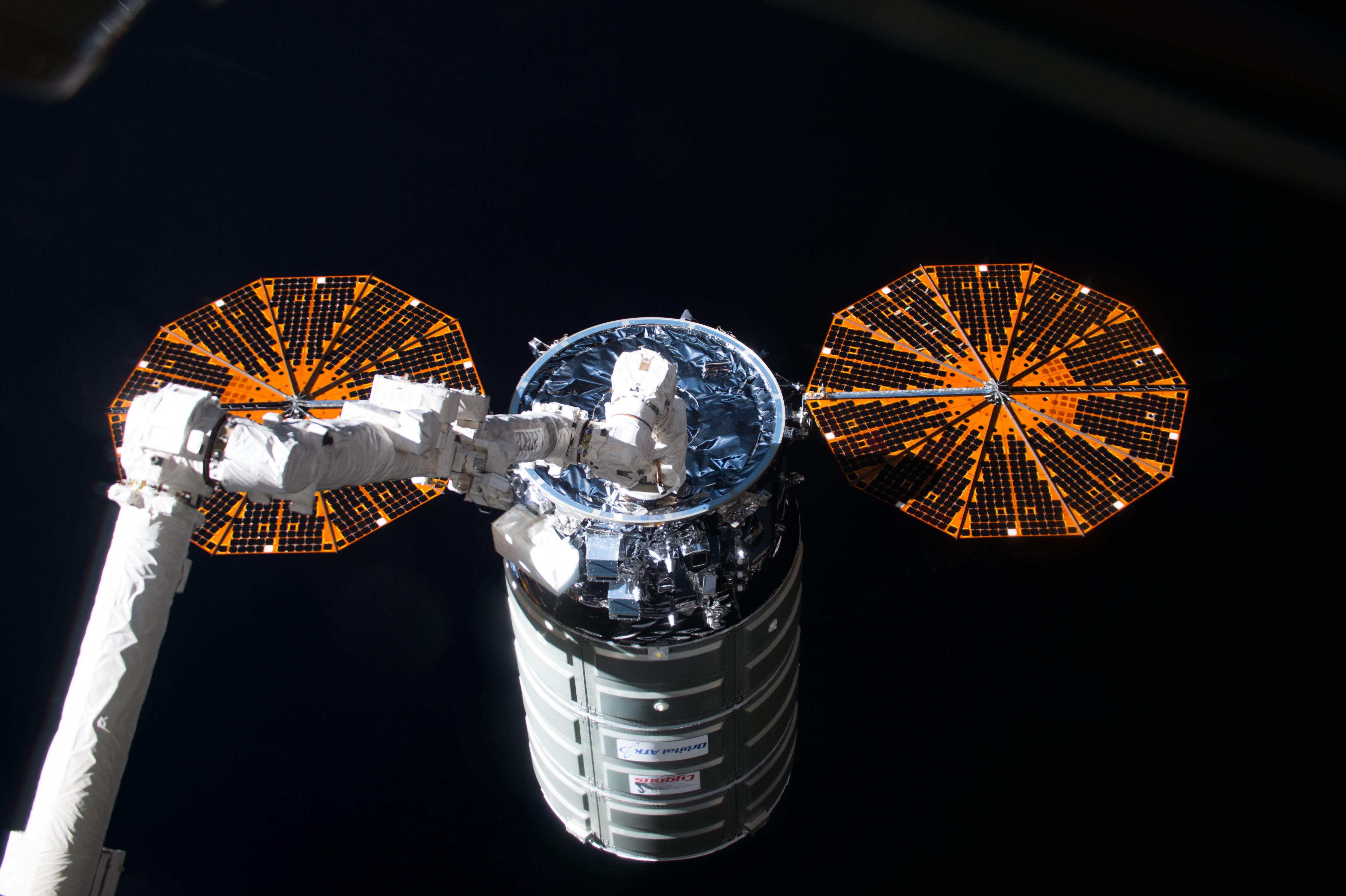
Cygnus CRS OA-5 uchwycony przez Canadarm2
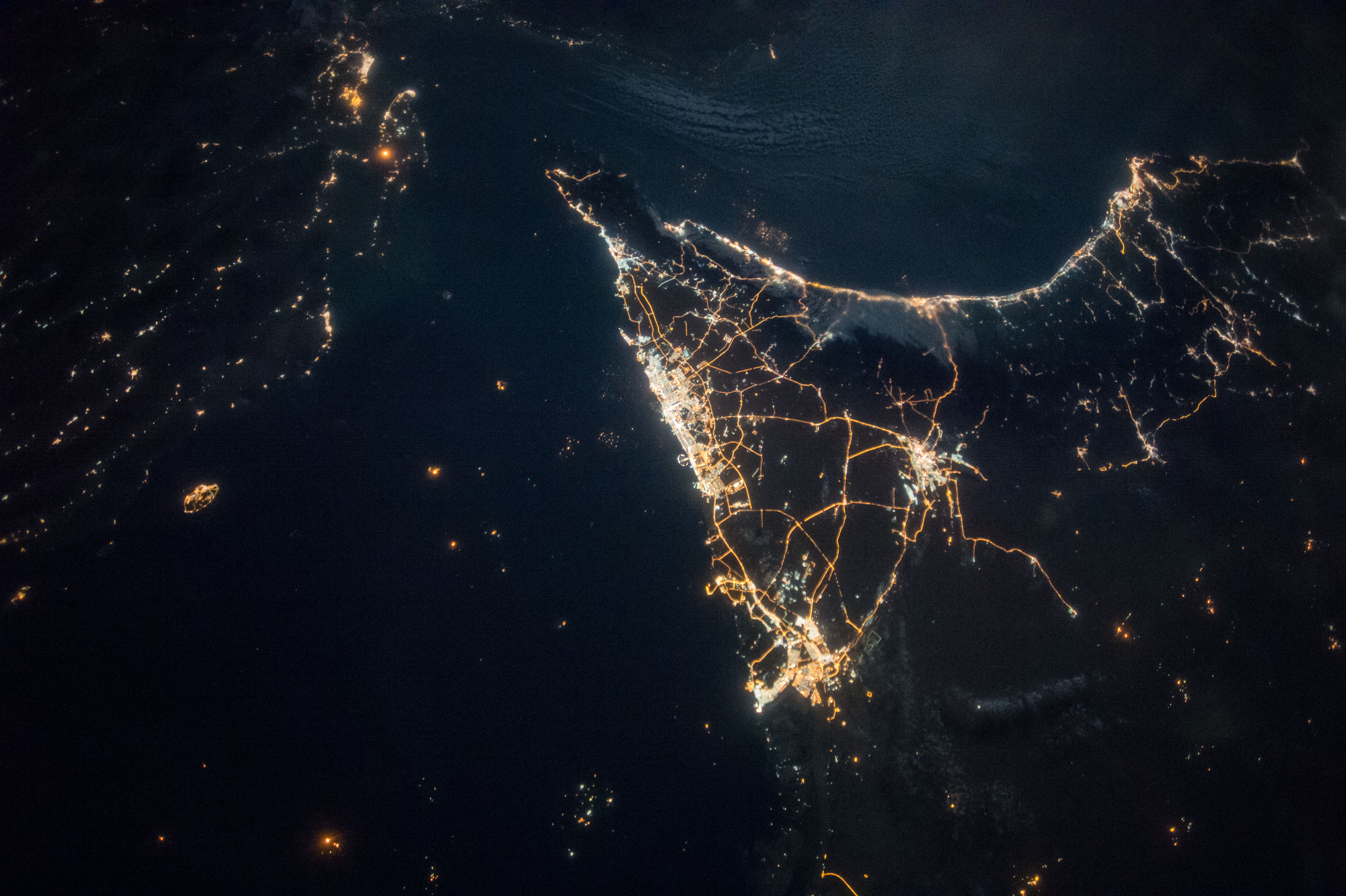
Okolice Cieśniny Ormuz nocą widziane z pokładu ISS